# Боргата Бусолино (Порденоне)
Боргата Бусолино је насеље у Италији у округу Порденоне, региону Фурланија-Јулијска крајина.
Према процени из 2011. у насељу је живело 86 становника. Насеље се налази на надморској висини од 109 м.